# Рашский округ
Округ Рашка (серб. Рашки управни округ) — округ в Сербии. Находится в юго-западной части Сербии, относится к статистическому региону Шумадия и Западная Сербия. Назван в честь Рашки, сербской исторической области. Главным городом округа является Кралево.

## Административное деление
Территория округа поделена на 5 общин:
- Кралево
- Врнячка-Баня
- Рашка
- Нови Пазар
- Тутин

## Население
На территории округа проживают: 188 208 сербов (60,9 %), 105 488 босняков (34,1 %), 5255 мусульман (1,7 %), 2435 цыган (0,8 %) и другие народы (2011).